# Мечеть Сяотаоюань
Мече́ть Сяотаоюа́нь (кит. упр. 小桃园清真寺, пиньинь Xiǎotáoyuán Qīngzhēnsì) — крупнейшая мечеть в Шанхае, КНР. Расположена в районе Хуанпу. Ранее называлась Шанхайская западная мечеть. Является резиденцией Шанхайской исламской ассоциации и Комитета по управлению мечетей в Шанхае.

## История
Изначально построена в 1917 году Цзинь Цзыюнем, руководителем Шанхайского исламского совета директоров, купившим эту землю. Ранее здесь находилось Шанхайское исламское педагогическое училище. В 1925 году началась перестройка мечети, завершенная два года спустя и придавшая зданию тот вид, в котором оно существует и по сей день. При мечети были основаны Исламское педагогическое училище, начальная школа для мусульман, начальные школы Минчэн и Чунбэнь, Шанхайский исламский приют для сирот и другие.
В 1920—1940-х годах мечеть принимала и обслуживала мусульман, планирующих совершить хадж в Мекку.
После образования Китайской Народной Республики 1 октября 1949 года, мэр Шанхая Чэнь И осмотрел мечеть и утвердил соответствующие средства на её содержание.
15 февраля 1994 года мечеть была включена в список архитектурного наследия правительством города Шанхая.

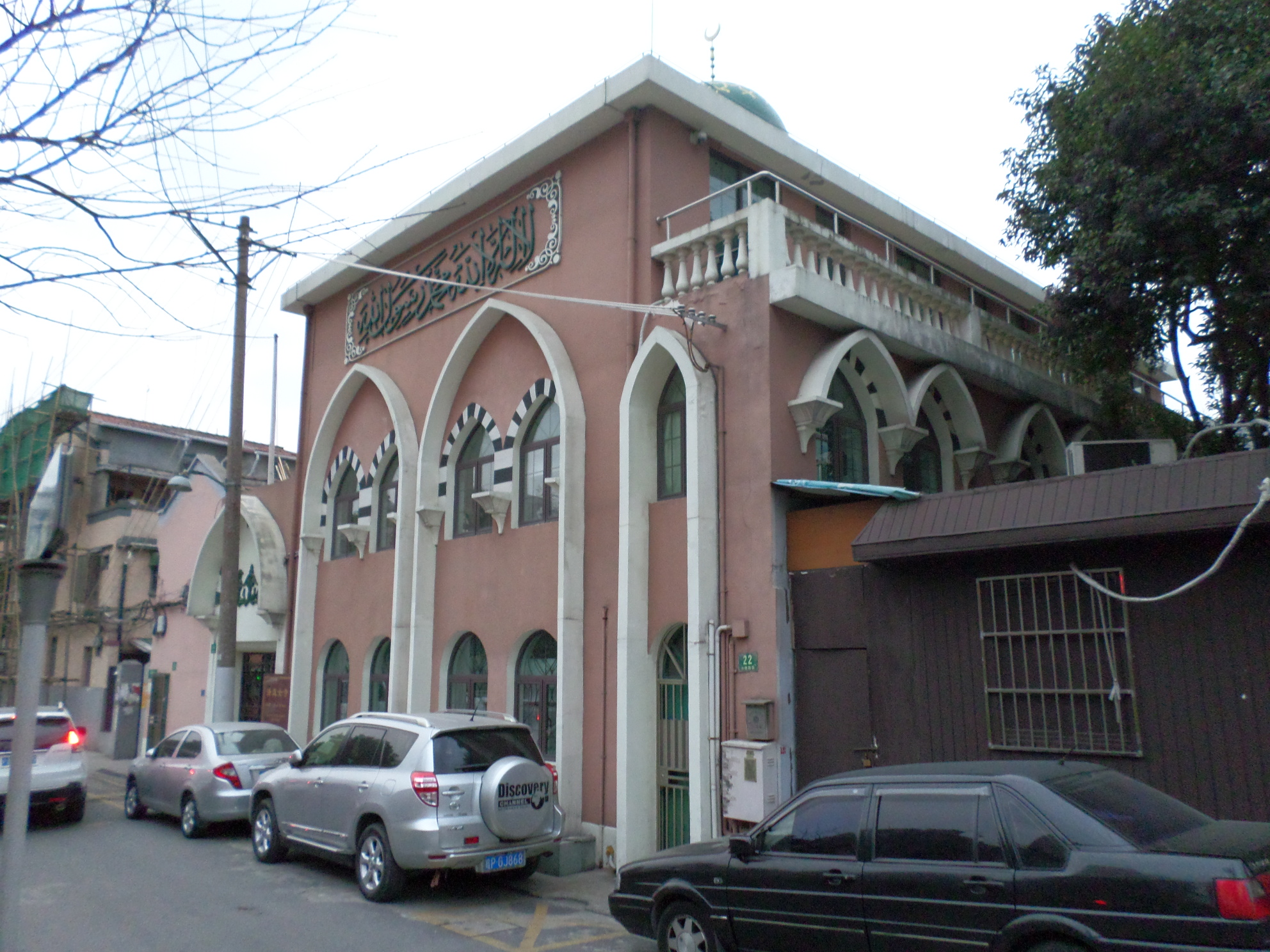
Мечеть Сяотаоюань для женщин

## Архитектура
Мечеть была построена в традиционном исламском стиле Западной Азии, смешанным с китайской архитектурой. Имеет один минарет и четыре купола, расположенные по углам. Внешние стены выкрашены белым и зелёным цветом. Над входными воротами иероглифами написано слово «мечеть». Главный двухэтажный молитвенный зал может вместить свыше 500 человек[уточнить] при общей площади 500 м².
Здание окружено прямоугольным двором. На восточной стороне двора находится трехэтажное здание в китайском стиле, внутри которого расположены аудитории, офисы, библиотека, читальный зал, столовая, помещения для проповедей и омовения. На южной стороне двора находятся комната имама, приемная и ванная.
Выше по улице расположено здание мечети Сяотаоюань для женщин, построенное в 1920 году и обновленное в 1994.